# دونوفان وودز
دونوفان وودز هو كاتب أغاني ومغني كندي، ولد في 1980 في سارنيا في كندا.

## وصلات خارجية
- الموقع الرسمي
- دونوفان وودز على موقع IMDb (الإنجليزية)
- دونوفان وودز على موقع ميوزك برينز (الإنجليزية)
- دونوفان وودز على موقع ديسكوغز (الإنجليزية)